# سید جمال‌الدین گلپایگانی
سیّد جمال‌الدّین موسوی گلپایگانی مرجع تقلید و از عرفای شیعه در سال ۱۲۹۵ (قمری) در روستای سعیدآباد گلپایگان به دنیا آمد.
گفته شده نسبتش با ۲۷ واسطه، به امام موسی کاظم علیه السلام می‌رسد. وی ۱۲ ساله بود که نزد برادرانش، درس را آغاز کرد. برای ادامه تحصیل، راهی گلپایگان شد و عمده علوم عربی و منطق را از علمای گلپایگان آموخت.
در سال ۱۳۱۱ (قمری) در سن ۱۶ سالگی، به اصفهان و بعد از آن به نجف رفت.
سید جمال‌الدین گلپایگانی علاوه بر فراگیری علوم اسلامی، تألیفاتی را داشته و شعر نیز می‌سروده‌است.

## شعر
وی هنگام بازدید از حرم علی بن ابی‌طالب چنین سروده‌است:
| از ازل ای میر حق سرّ اله   |  | کل من قال بلی شد مبتلا       |
| بندگی‌ات عرضه بر ماسوی     |  | تا که عمرم رفت و گشتم رو سیا |
| شد مطاف من حریم کوی تو    |  | کعبه مقصود من شد روی تو      |
| بر همین بگذشت بر من سالها |  | بر درت ای ذوالکرام با ناله‌ها |
| آرزو دارم که ای زیبا صنم  |  | آنکه وقت مرگ آیی در برم      |
| تا ببینم روی حق در روی تو |  | عاشقانه جان دهم در کوی تو    |

## آثار
آثاری که به برخی از آن‌ها اشاره می‌شود:
1. رساله فی جواز البقاء علی تقلید المیت
2. رساله فی اجتماع الامر و النهی

۳. رساله استدلالی در غیبت (رساله‌های یاد شده همراه ۲۰ مسئله مهم استدلالی فقهی، در سال ۱۳۷۰ ه‍. ق، در چاپخانه حیدریه نجف اشرف چاپ شد)
1. تقریرات درس اصول مرحوم نائینی
2. یک دوره اصول فقه به قلم خود ایشان
3. یک دوره فقه، شامل ابواب: طهارت، صلات، وصایا، اجاره، مکاسب، طلاق، قضا (ناتمام)، اطعمه و اشربه و حج

## درگذشت
سید جمال‌الدین گلپایگانی در عصر روز دوشنبه ۲۹ محرم ۱۳۷۷ (پنجم خرداد ۱۳۳۷)، در سن ۸۲ سالگی درگذشت و جسدش در وادی السلام نجف دفن گردید.